# Ancient Fever
Az Ancient Fever a Pokolgép zenekar 2001-ben kiadott angol nyelvű nagylemeze, amely az előtte évben megjelent Csakazértis lemez dalainak angolra fordított változatait tartalmazza.

## Az album dalai
1. Ancient Fever - 5:54
2. I'll Be the Fire - 5:00
3. If Flood Comes Again - 4:46
4. Before You Go Away - 4:30
5. I Need You - 5:15
6. Rock and Roll - 4:39
7. What Would You Do? - 3:56
8. Leave It Behind - 4:43
9. Fugitive - 4:42
10. If I Want It - 4:15
11. The Other Side - 4:15
12. Once Again - 3:54

## Közreműködők
- Rudán Joe - ének
- Kukovecz Gábor - gitár, vokál
- Nagy Dávid - gitár, vokál
- Pintér Csaba - basszusgitár, vokál
- Szilágyi Ede - dob